# New York Cosmos 1971
Questa voce raccoglie le informazioni riguardanti i New York Cosmos nelle competizioni ufficiali della stagione 1971.

## Stagione
Nella stagione di esordio nella NASL i Cosmos ottennero l'accesso ai playoff finali grazie al secondo posto ottenuto nella propria divisione durante la regular season, risultando inoltre quarti nella classifica complessiva del campionato. I Mo's vennero infine eliminati alle semifinali, sconfitti in entrambi i confronti contro gli Atlanta Chiefs.

## Maglie e sponsor
Lo sponsor tecnico per la stagione 1971 è DenKen Soccer. Le divise, caratterizzate dalla presenza del numero sia sul lato anteriore che posteriore, sono interamente verdi nelle gare casalinghe, mentre negli incontri in trasferta è prevista la stessa combinazione di colori della nazionale brasiliana..
| Manica sinistra · Maglietta · Maglietta · Manica destra · Pantaloncini · Calzettoni | Manica sinistra · Manica sinistra · Maglietta · Maglietta · Manica destra · Manica destra · Pantaloncini · Calzettoni |  |

## Rosa
| N. |                           | Ruolo | Calciatore      |
| -- | ------------------------- | ----- | --------------- |
| 1  | Polonia (bandiera)        | P     | Konrad Kornek   |
| 2  | Inghilterra (bandiera)    | D     | Barry Mahy      |
| 3  | Scozia (bandiera)         | D     | Charlie McCully |
| 4  | Scozia (bandiera)         | D     | Frank Donlavey  |
| 5  | Grecia (bandiera)         | C     | Lolos Hasekidis |
| 5  | Scozia (bandiera)         | D     | John Young      |
| 6  | Germania Ovest (bandiera) | C     | Horst Meyer     |
| 6  | Scozia (bandiera)         | A     | Ernie Hannigan  |
| 7  | Ecuador (bandiera)        | A     | Jaime Delgado   |
| 8  | Inghilterra (bandiera)    | C     | Alan O'Neill    |
| 8  | Turchia (bandiera)        | A     | Ceyhan Yazar    |
| 9  | Stati Uniti (bandiera)    | A     | Andrew Mate     |
| 11 | Stati Uniti (bandiera)    | A     | Jorge Siega     |

| N.    |                              | Ruolo | Calciatore              |
| ----- | ---------------------------- | ----- | ----------------------- |
| 12    | Jugoslavia (bandiera)        | A     | Radi Mitrović           |
| 12    | Haiti (bandiera)             | A     | Georges Chardin Délices |
| 15    | Stati Uniti (bandiera)       | C     | Siegfried Stritzl       |
| 16    | Bermuda (bandiera)           | A     | Randy Horton            |
| 17    | Ghana (bandiera)             | A     | Wilberforce Mfum        |
| 18/24 | Giamaica (bandiera)          | D     | Rudolph Pearce          |
| 19    | Grecia (bandiera)            | C     | Kyriakos Fitilis        |
| 19    | Polonia (bandiera)           | D     | Karol Kapciński         |
| 20    | Trinidad e Tobago (bandiera) | D     | Jan Steadman            |
| 21    | Ghana (bandiera)             | P     | Emmanuel Kofie          |
| 23    | non conosciuta (bandiera)    | P     | Maurizio Minieri        |
| 24    | Stati Uniti (bandiera)       | D     | Gordon Bradley          |

## Statistiche

### Statistiche dei giocatori
| Giocatore          | NASL     | NASL  |
| Giocatore          | Presenze | Reti  |
| ------------------ | -------- | ----- |
| G. Bradley         | 18+2     | 0+0   |
| G. Chardin Délices | 1        | 0     |
| J. Delgado         | 19       | 0     |
| F. Donlavey        | 19       | 0     |
| K. Fitilis         | 5        | 0     |
| E. Hannigan        | 10       | 0     |
| T. Hasekidis       | 17+2     | 0+0   |
| R. Horton          | 22+2     | 16+0  |
| K. Kapciński       | 9+2      | 0+0   |
| E. Kofie           | 11+2     | -?+-3 |
| K. Kornek          | 14       | -?    |
| B. Mahy            | 24+2     | 2+0   |
| A. Mate            | 2+1      | 2+0   |
| C. McCully         | 24+2     | 6+0   |
| W. Mfum            | 19       | 6     |
| M. Minieri         | 1        | -?    |
| R. Mitrović        | 10+1     | 4+0   |
| H. Meyer           | 10       | 0     |
| A. O'Neill         | 3        | 1     |
| R. Pearce          | 19+2     | 0+0   |
| J. Siega           | 24+2     | 9+0   |
| J. Steadman        | 5        | 0     |
| S. Stritzl         | 20+2     | 3+0   |
| C. Yazar           | 9        | 2     |
| J. Young           | 3+2      | 1+0   |